# Nothobranchius aff. taeniopygus
Nothobranchius aff. taeniopygus é uma espécie de peixe da família Aplocheilidae.
É endémica do Uganda.
Os seus habitats naturais são: rios.